# Béres Attila (rendező)
Béres Attila  (Marosvásárhely, 1971. március 3. –) magyar rendező, színházigazgató.

## Pályakép
Édesapja dr. Béres András filozófus, egyetemi tanár a Marosvásárhelyi Művészeti Egyetem volt rektora. Matematikusként tanult Kolozsvárott a Babeș–Bolyai Tudományegyetemen, majd a Marosvásárhelyi Művészeti Egyetemen végzett színművész szakon.
1999-ben Budapestre költözött, s 2003-ban diplomázott a Színház- és Filmművészeti Egyetem rendező szakán, Babarczy László osztályában. A diploma megszerzése után az egri Gárdonyi Géza Színházban volt rendező, majd a Pécsi Nemzeti Színházban, ezt követően 2006-ban a Budapesti Operettszínház főrendezője lett. Rendezett továbbá Kecskeméti Katona József Nemzeti Színházban, a Nemzeti Színházban, Oroszországban, Szerbiában, Romániában, Szlovákiában és az Amerikai Egyesült Államokban is. 2014–15-ben a szombathelyi Weöres Sándor Színház főrendezője volt.
2015 júniusától a Miskolci Nemzeti Színház igazgatója.

### Családja
Felesége Ari-Nagy Barbara dramaturg. Fia Béres Máté Sámuel.

## Rendezései

### Egri Gárdonyi Géza Színház
- Szophoklész: Oidipusz király
- Alan Jay Lerner–Frederick Loewe: My Fair Lady
- Joseph Stein–Jerry Bock: Hegedűs a háztetőn
- Dés László: Valahol Európában

### Szombathelyi Weöres Sándor Színház
- Urs Widmer: Top Dogs
- Vajda–Valló–Fábri: Anconai szerelmesek
- László Miklós: Illatszertár
- Hamvai Kornél: Szombathelyi pajzánságok
- Kander–Ebb: Kabaré
- Székely Csaba: Vitéz Mihály
- Woody Allen: Játszd újra, Sam!
- Molière: Tartuffe
- Neil Simon-Cy Coleman-Dorothy Fields: Sweet Charity
- Georges Feydeau: Bolha a fülbe
- Neil Simon: Furcsa pár

### Tatabányai Jászai Mari Színház
- Kander-Ebb: Kabaré

### Komáromi Jókai Színház
- Székely János: Caligula Helytartója
- Örkény István: Tóték
- Büchner: Woyzeck
- Klaus Mann-Varga Emese: Mefisztó
- Woody Allan: Játszd újra, Sam!

### Sepsiszentgyörgyi Tamási Áron Színház
- László Miklós: Illatszertár

### Marosvásárhelyi Nemzeti Színház
- Sütő András: Egy lócsiszár virágvasárnapja
- Ion Luca Caragiale: Zűrzavaros éjszaka

### Szabadkai Népszínház
- Peter Shaffer: Amadeus

### Pécsi Nemzeti Színház
- Zerkovitz Béla–Szilágyi László: A csókos asszony
- Georges Feydeau: A hülyéje
- Dosztojevszkij: Ördögök
- Molnár Ferenc: Liliom
- Kurt Weill–Bertolt Brecht: Koldusopera
- Lev Birinszkíj: Bolondok tánca
- Paul Portner: Hajmeresztő
- Szép Ernő: Patika
- Joshua Sobol: Ghettó
- Edward Albee: Nem félünk a farkastól

### Nemzeti Színház, Budapest
- Szomory Dezső: Györgyike, drága gyermek
- Darvas Benedek–Varró Dániel–Hamvai Kornél–Rejtő Jenő: Vesztegzár a Grand Hotelben

### Kecskeméti Katona József Nemzeti Színház
- Richard Crane: A Karamazov testvérek
- Vajda–Valló–Fábri: Anconai szerelmesek
- Arthur Miller: Pillantás a hídról
- Kálmán Imre: Csárdáskirálynő
- David Seidler: A király beszéde
- John Kander–Fred Ebb: Chicago

### Budapesti Operettszínház
- Huszka Jenő: Lili bárónő
- Jávori Ferenc Fegya: Menyasszonytánc
- Offenbach: Párizsi élet
- Parti Nagy Lajos: Ibusár
- Lehár Ferenc: A víg özvegy
- Lehár Ferenc: Cigányszerelem
- Ábrahám Pál: Viktória
- Lévay Sylvester: Rebecca
- Bertolt Brecht: Koldusopera
- Kálmán Imre: Chicagói hercegnő
- Richard Rodgers: Caroussel

### Thália Színház, Budapest
- Georges Feydeau: Esküvőtől válóperig
- Molnár Ferenc: Liliom
- Petr Zelenka: Hétköznapi Őrületek
- László Miklós: Illatszertár
- Woody Allen: Lövések a Broadwayn
- Yasmina Reza: Művészet

### Miskolci Nemzeti Színház
- John Kander–Fred Ebb: Chicago
- Woody Allen: Játszd újra, Sam!
- Alan Jay Lerner–Frederick Loewe: My Fair Lady
- Michael Frayn: Veszett fejsze (Függöny fel!)
- Georg Büchner: Woyzeck
- Martin Mcdonagh: Hóhérok
- Neil Simon: Furcsa Pár
- Tadeusz Slobodzianek: A mi osztályunk
- Ábrahám Pál: Viktória
- Örkény István: Tóték
- Joseph Stein-Jerry Bock: Hegedűs a háztetőn
- Brecht: A szecsuáni jóember
- Dosztojevszkij: Ördögök
- Mikó Csaba: Agávé
- Mell Brooks: Producerek
- Ibsenː Babaház (Nóra)
- Gogolː A revizor
- Milneː Micimackó
- Kálmán–Jenbach–Stein-Gábor: Csárdáskirálynő
- Ray Cooney – John Chapman: Kölcsönlakás
- Shakespeare: Rómeo és Júlia

### Szigligeti Színház, Solnok
- Neil Simon-Cy Coleman-Dorothy Fields: Sweet Charity
- Paul Pörtner: Hajmeresztő

### Vígszinház, Budapest
- Caragiale: Zűrzavaros éjszaka
- Kander–Ebb: Kabaré

### Szegedi Szabadtéri Játékok
- Dés László: Valahol Európában
- Lehár: Cigányszerelem
- Kodály Zoltán: Háry János
- Giuseppe Verdi: Álarcosbál
- Shakespeare: Vízkereszt
- John Kander–Fred Ebb–Bob Fosse: Chicago
- Sylvester Lévay-Michael Kunze: Rebecca

### Újvidéki Szerb Nemzeti Színház
- Joseph Stein-Jerry Bock: Hegedűs a háztetőn

### Jekatyerinburg, Zenés Komédia Színház
- Lehár Ferenc: Cigányszerelem

### Szentpétervár, Zenés Komédia Színház
- Ábrahám Pál: Lili Bárónő
- Offenbach: Párizsi élet

### Bukaresti Nemzeti Ion Dacian Operettszínház
- Lehár: Vígözvegy
- Lévay Sylvester: Rebecca

### San Francisco Lyric Opera
- Verdi: Rigoletto

### L.S. Bulandra Színház, Bukarest
- Egressy Zoltán: Portugál

### Národné divadlo Košice, Kassa
- Kálmán Imre: Chicagói hercegnő

Divadlo Andreja Bagara v Nitre
- Georges Feydeau: CHROBÁK V HLAVE

### Egyéb
ITI Dramska kolonija, Motovun, Horvátország
- Németh Ákos: Júlia és a hadnagya[2]

## Díjai, elismerései
- POSZT különdíj (2002)
- Golden Sofit díj (az évad legjobb zenés előadása), Szentpétervár (2007)
- Arany maszk díj (jelölés négy kategóriában: az évad legjobb zenés előadása, legjobb rendezése, legjobb női fő- és legjobb női mellékszereplő díjra), Moszkva (2008)
- Vámos László-díj (2009)
- ESTem-díj, Kecskemét, legjobb kistermi előadás (2011)
- A Román Zeneművészeti Szövetség nagydíja, az év legjobb zenés előadása és a legjobb zenés rendező (2012)
- Városmajori Színházi Szemle legjobb előadás díja: P. Schaffer: Amadeus, Szabadkai Népszínház
- Városmajori Színházi Szemle, közönségdíj, N. Simon: Furcsa Pár, Miskolci Nemzeti Színház
- Városmajori Színházi Szemle legjobb előadás díja: Gogol: Revizor, Miskolci Nemzeti Színház
- Városmajori Színházi Szemle legjobb előadás díja: Örkény: Tóték, Miskolci Nemzeti Színház
- A Magyar Érdemrend lovagkeresztje (2019)
- Borsod-Abaúj Zemplén megyei Prima díj (2021)
- Színikritikusok díja, legjobb szórakoztató előadás, Mel Brooks: Producerek, Miskolci Nemzeti Színház (2022)
- Déryné színházi díj (2022)[3]